# アンドリュー・ウエルタス
アンドリュー・ウエルタス（英語: Andrew Huertas, 1990年9月16日 - ）は、アメリカ合衆国ヴァン・ナイズ出身、プエルトリコのフィギュアスケート選手（男子シングル）。
プエルトリコ所属で世界フィギュアスケート選手権男子シングルに初めて出場した選手。2009年、2009年世界フィギュアスケート選手権プエルトリコ代表。

## 経歴
アメリカ合衆国カリフォルニア州ロサンゼルス市ヴァン・ナイズに生まれ、1998年からスケートを始める。
2004-05年シーズンまで全米ジュニアフィギュアスケート選手権に出場し、2002年には本選で3位に入る。2006-07年シーズンには全米フィギュアスケート選手権地区予選に出場した。
翌2007-08年からはプエルトリコ所属として国際競技会に出場。2009年世界フィギュアスケート選手権にプエルトリコ代表で出場し、男子シングルでプエルトリコからはじめて世界フィギュアスケート選手権に出場した選手となった。

## 主な戦績
| 大会/年               | 2007-08 | 2008-09 | 2009-10 |
| --------------------- | ------- | ------- | ------- |
| 世界選手権            |         | 47      | 34      |
| プエルトリコ選手権    | 1 J     | 1 J     | 1       |
| JGPマドリード杯       |         | 23 J    |         |
| JGPレイクプラシッド   | 14 J    |         |         |
| JGPジョン・カリー記念 | 18 J    |         |         |

- J = ジュニアクラス

### 詳細
| 2009-2010 シーズン   |                                              |          |    |      |
| 開催日               | 大会名                                       | SP       | FS | 結果 |
| 2010年3月24日 - 25日 | 2010年世界フィギュアスケート選手権（トリノ） | 34 45.09 | -  | 34   |

| 2008-2009 シーズン   |                                                    |          |          |           |
| 開催日               | 大会名                                             | SP       | FS       | 結果      |
| 2009年3月25日 - 26日 | 2009年世界フィギュアスケート選手権（ロサンゼルス） | 47 36.91 | -        | 47        |
| 2008年9月24日 - 28日 | ISUジュニアグランプリ マドリード杯（マドリード）   | 24 36.78 | 21 72.46 | 23 109.24 |

| 2007-2008 シーズン     |                                                            |          |          |           |
| 開催日                 | 大会名                                                     | SP       | FS       | 結果      |
| 2007年10月18日 - 21日  | ISUジュニアグランプリ ジョン・カリー記念（シェフィールド） | 18 35.84 | 18 70.00 | 18 105.84 |
| 2007年8月30日 - 9月2日 | ISUジュニアグランプリ レークプラシッド（レークプラシッド） | 12 34.90 | 14 47.26 | 14 82.16  |